# 역도

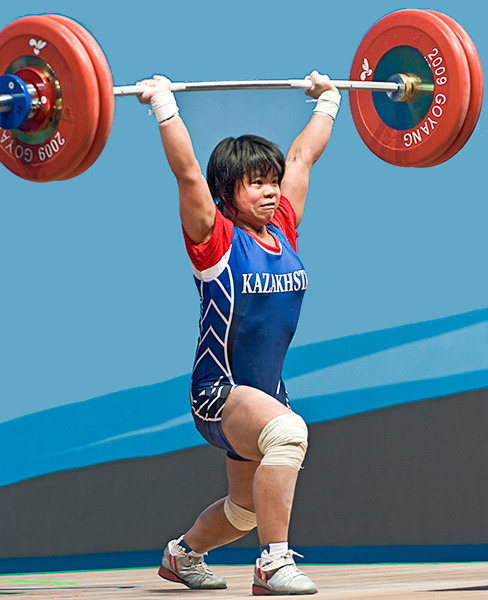
역도 세계선수권대회의 경기 모습.

역도(力道, weightlifting or weight lifting, 문화어: 력도)는 바벨(barbell)을 머리 위로 들어올려 그 무게를 겨루는 경기이다. 체급이 있는 종목 중, 유일하게 격투기가 아니다.

## 역사
역도 경기는 고대 그리스 시대 이전부터 있었던 것으로 여겨진다. 역도 경기가 근대적인 형태를 갖추게 된 것은 19세기의 일이며, 올림픽에서는 1920년 제7회 앤트워프 대회 때부터 독립된 경기로 치러지게 되었다. 한국에서는 1928년에 "역기(力技)"라는 이름으로 첫선을 보였었다.
1928년 제 9회 암스테르담 올림픽부터 양 손에 의한 프레스(추상), 스내치(인상), 저크(용상)의 세 종목이 채택되었다. 그러나 추상 종목은 1973년부터 폐지되었다. 1936년에는 조선 역기 연맹이 조직되었으며 1946년 해방 후 조선 역도 연맹이 발족되었다

## 경기장과 용구

### 경기장
모든 경기는 탄력이 있는 나무로 만들어진 경기대 위에서 실시되어야 하며, 경기장은 가로와 세로가 각각 4m이며 두께가 10cm인 연기대로 되어 있다.

### 용구
심봉은 남자용과 여자용의 규격이 조금 다르다. 중량의 경우 남자용은 20kg, 여자용은 15kg이며, 길이는 남자용이 2,200mm, 여자용이 2,010mm이다. 심봉의 직경은 남자용 28mm, 여자용 25mm이다. 심봉에는 2개당 2.5kg 무게가 나가는 2개의 조임쇠가 있다. 남자용 심봉에는 양손의 위치를 쉽게 정할 수 있도록 옹이가 있지만, 여자용 심봉에는 옹이가 없다. 원판은 중량과 색상이 정해져 있다. 25kg은 적색, 20kg은 청색, 15kg은 노란색, 10kg은 초록색, 5kg은 백색, 2.5kg은 적색, 2kg은 청색, 1kg은 초록색, 0.5kg은 백색이다. 가장 큰 원판의 직경은 450mm이다. 선수는 벨트를 착용할 수 있다. 단 벨트 너비가 120mm를 초과해서는 안 된다.

## 경기 종목

### 인상
바벨이 선수 다리 앞에 수평으로 놓인 상태에서 손바닥이 밑으로 향하도록 해 바벨을 잡고 다리를 벌리거나 구부리면서 한 번의 동작으로 바닥에서 머리 위까지 양팔이 쭉 펴지도록 들어 올려야 한다. 심봉이 몸통을 따라 연속 동작으로 올라가고, 드는 동안 발 이외의 어느 부분도 바닥에 닿아서는 안 된다. 들어 올린 바벨은 심판이 심봉을 경기대에 내려놓으라는 신호를 보낼 때까지는 팔과 다리가 쭉 펴지고 발이 동일선상에 있는 상태에서 최종적으로 부동자세를 유지해야 한다.

### 용상
제1동작인 클린과 제2동작인 저크로 이루어진다. 클린 동작에서 바벨이 선수 다리 앞에 수평으로 놓인 상태에서 손바닥이 밑으로 향하도록 해 바벨을 잡고 다리를 벌리거나 구부리면서 한 번의 동작으로 바닥에서 어깨까지 끌어올린다. 최종 자세 전에 심봉이 가슴에 닿지 않아야 한다. 그리고 나서 심봉을 쇄골이나 젖꼭지 위 가슴 혹은 완전히 구부려진 팔에 의지한다. 양발은 제2동작을 하기 전에 다리를 편 상태에서 동일선상으로 복귀시킨다. 선수는 적절한 때에 원래 자세로 돌아와 양발을 동일선상에 놓고 몸통과 바벨을 수평으로 평행이 되게 한다. 저크 동작에서 선수는 양다리를 구부리고 양팔을 수직으로 뻗어 완전히 편 상태까지 바벨을 가져오도록 양팔뿐만 아니라 양다리를 편다. 양팔과 양다리를 편 채로 양발을 동일선상으로 복귀시키고 바벨을 내려놓으라는 심판의 신호를 기다린다.

## 같이 보기
- 세계 역도 선수권 대회
- 올림픽 역도
- 역도 세계 기록
- 올림픽 역도 메달리스트 목록
- 파워리프팅

1. ↑  “대한역도연맹”. 2025년 3월 25일에 확인함.
2. ↑  “대한역도연맹”. 2025년 3월 25일에 확인함.